# Curbă de timp închisă
În fizica matematică, o curbă de timp închisă (CTI) sau o curbă temporală închisă este o linie de univers într-o varietate lorentziană⁠(d), a unei particule materiale în spațiu-timp, care este „închisă”, revenind la punctul său de pornire. Această posibilitate a fost descoperită pentru prima dată de Willem Jacob van Stockum⁠(d) în 1937 și ulterior confirmată de Kurt Gödel în 1949, care a descoperit o soluție a ecuațiilor relativității generale (RG) care permite existența unor CTI-uri cunoscute sub numele de metrica Gödel. De atunci au fost găsite și alte soluții RG care conțin CTI, cum ar fi cilindrul Tipler și găurile de vierme traversabile. Dacă CTI-urile există, existența lor ar părea să implice cel puțin posibilitatea teoretică a călătoriei în timp înapoi în timp, ridicând spectrul paradoxului bunicului, deși principiul lui Novikov al auto-consecvenței pare să arate că astfel de paradoxuri ar putea fi evitate. Unii fizicieni speculează că CTI-urile care apar în anumite soluții RG ar putea fi excluse de o viitoare teorie a gravitației cuantice care ar înlocui RG, o idee pe care Stephen Hawking a numit-o conjectura de protecție a cronologiei. Alții notează că, dacă fiecare curbă CTI dintr-un anumit spațiu-timp trece printr-un orizont de evenimente, o proprietate care poate fi numită cenzură cronologică, atunci acel spațiu-timp cu orizonturi de evenimente excizate s-ar comporta totuși din punct de vedere cauzal și un observator probabil nu ar fi capabil să detecteze încălcarea cauzală.

## Conuri de lumină

Conul de lumină inferior este caracteristic conurilor de lumină din spațiul plat - toate coordonatele spațiu-timp incluse în conul de lumină au timpi ulteriori. Conul de lumină superior nu include numai alte locații spațiale în același timp, dar nici nu include în timpi viitori și include timpi anteriori.

Când discută despre evoluția unui sistem în relativitatea generală, sau mai precis în spațiul Minkowski, fizicienii se referă adesea la un „con de lumină” (sau „con nul”). Un con de lumină reprezintă orice posibilă evoluție viitoare a unui obiect având în vedere starea sa actuală, sau fiecare loc posibil având în vedere locația sa actuală. Posibilele locuri viitoare ale unui obiect sunt limitate de viteza cu care se poate mișca obiectul, care este în cel mai bun caz viteza luminii. De exemplu, un obiect situat în poziția p în momentul t 0 se poate deplasa numai în locuri de forma p + c(t1 − t0) în timpul t1.
Aceasta este reprezentată în mod obișnuit pe un grafic cu locuri fizice de-a lungul axei orizontale și timpul de-a lungul axei verticale, cu unități de timp {\displaystyle t} și de spațiu ct. Conurile de lumină în această reprezentare apar ca linii la 45 de grade centrate pe obiect, pe măsură ce lumina călătorește la {\displaystyle ct} pe {\displaystyle t} . Pe o astfel de diagramă, fiecare loc viitor posibil al obiectului se află într-un con. În plus, fiecare loc spațial are un timp viitor, ceea ce implică faptul că un obiect poate rămâne în orice loc din spațiu pe termen nelimitat.
Orice punct de pe o astfel de diagramă este cunoscut ca eveniment. Evenimentele separate sunt considerate a fi separate în timp dacă diferă de-a lungul axei timpului sau separate în spațiu dacă diferă de-a lungul axei spațiale. Dacă obiectul ar fi în cădere liberă, acesta ar călători în sus pe axa t; dacă accelerează, se mișcă și pe axa x. Calea reală pe care o parcurge un obiect prin spațiu-timp, spre deosebire de cele pe care ar putea-o parcurge, este cunoscută sub numele de linia lumii (sau linia de univers). O altă definiție este aceea că un con de lumină reprezintă toate liniile de univers posibile.
În exemplele „simple” de metrici spațiu-timp, conul de lumină este îndreptat înainte în timp. Acest lucru corespunde cazului obișnuit în care un obiect nu poate fi în două locuri simultan sau, alternativ, că nu se poate deplasa instantaneu într-un altă loc. În aceste timpuri spațiale, liniile de univers ale obiectelor fizice sunt, prin definiție, în timp. Cu toate acestea, această orientare este valabilă numai pentru spațiu-timpurile „locale plate”. În spațiul-timp curbat, conul de lumină va fi „înclinat” de-a lungul geodezicei spațiu-timpului. De exemplu, în timp ce se deplasează în vecinătatea unei stele, gravitația stelei va „trage” obiectul, afectând linia de univers, astfel încât posibilele sale poziții viitoare se află mai aproape de stea. Acesta apare ca un con de lumină ușor înclinat pe diagrama spațiu-timp corespunzătoare. Un obiect în cădere liberă în această circumstanță continuă să se miște de-a lungul axei sale locale {\displaystyle t}, dar pentru un observator extern se pare că accelerează și în spațiu - o situație comună dacă obiectul este pe orbită, de exemplu.
În exemple extreme, în spațiu-timp cu metrici adecvate de curbură ridicată, conul de lumină poate fi înclinat la peste 45 de grade. Asta înseamnă că există potențiale poziții „viitoare”, din cadrul de referință al obiectului, care sunt asemănătoare spațiului, separate de observatori într-un cadru de repaus extern. Din acest punct de vedere exterior, obiectul se poate mișca instantaneu prin spațiu. În aceste situații obiectul ar trebui să se miște, deoarece locul său spațial actual nu s-ar afla în propriul său con de lumină viitor. În plus, cu suficientă înclinare, există locuri ale evenimentelor care se află în „trecut” și văzute din exterior. Cu o mișcare adecvată a ceea ce i se pare propria sa axă spațială, obiectul pare să călătorească în timp așa cum este văzut din exterior.
O curbă temporală închisă CTI poate fi creată dacă o serie de astfel de conuri de lumină sunt configurate încât să se întoarcă înapoi către ele însăși, astfel un obiect ar fi posibil să se miște în jurul acestei bucle și să se întoarcă în același loc și oră în care a început. Un obiect pe o astfel de orbită s-ar întoarce în mod repetat în același punct din spațiu-timp dacă rămâne în cădere liberă. Revenirea în locul original de spațiu-timp ar fi doar o posibilitate; viitorul con de lumină al obiectului ar include puncte de spațiu-timp atât înainte, cât și înapoi în timp, și astfel ar trebui să fie posibil ca obiectul să se angajeze într-o călătorie în timp în aceste condiții.

## Relativitatea generală
CTI-urile apar în soluțiile exacte de necontestat la nivel local pentru ecuația de câmp Einstein a relativității generale, inclusiv în unele dintre cele mai importante soluții. Printre acestea se numără:
- spațiul Misner (care este spațiul Minkowski Orbifold⁠(d)at[6] de un impuls discret)
- vidul lui Kerr (care modelează o gaură neagră neîncărcată rotativă)
- interiorul unei găuri negre BTZ rotative[7]
- praful lui van Stockum (care modelează o configurație cilindrică simetrică a prafului)
- praful lambda Gödel (care modelează un praf cu un termen de constantă cosmologică atent ales)
- cilindrul Tipler (o metrică cilindrică simetrică cu CTI)
- Soluții Bonnor-Steadman care descriu situații de laborator, cum ar fi două mingi care se rotesc
- J. Richard Gott a propus un mecanism pentru crearea CTI-urilor folosind corzi cosmice.

Unele dintre aceste exemple sunt, ca cilindrul Tipler, mai degrabă artificiale, dar partea exterioară a soluției Kerr este considerată a fi într-un anumit sens generică, așa că este destul de deranjant să se constate că interiorul ei conține CTI. Majoritatea fizicienilor consideră că CTI-urile din astfel de soluții sunt artefacte.

## Consecințe
O caracteristică a unei CTI este că deschide posibilitatea unei linii de univers care nu este conectată cu vremurile anterioare și, prin urmare, existența unor evenimente care nu pot fi urmărite până la o cauză anterioară. În mod obișnuit, cauzalitatea cere ca fiecare eveniment din spațiu-timp să fie precedat de cauza sa în fiecare cadru de repaus. Acest principiu este critic în determinism, care în limbajul relativității generale afirmă cunoașterea completă a universului pe o suprafață Cauchy asemănătoare spațiului poate fi folosită pentru a calcula starea completă a repausului spațiu-timpului. Cu toate acestea, într-o CTI, cauzalitatea se defectează, deoarece un eveniment poate fi „simultan” cu cauza sa – într-un anumit sens, un eveniment poate fi capabil să se producă singur. Este imposibil de determinat doar pe baza cunoașterii trecutului dacă există sau nu ceva în CTI care poate interfera cu alte obiecte din spațiu-timp. Prin urmare, o CTI are ca rezultat un orizont Cauchy și o regiune a spațiu-timpului care nu poate fi prezisă din cunoașterea perfectă a timpului trecut.
Nicio CTI nu poate fi deformată continuu până la un punct deoarece varietatea nu s-ar comporta cauzal bine în acel punct. Caracteristica topologică care împiedică CTI să fie deformată până la un punct este cunoscută ca o caracteristică topologică temporară.
Existența CTI-urilor ar impune restricții asupra stărilor fizice permise ale câmpurilor de materie-energie din univers. Propagarea unei configurații de câmp de-a lungul familiei de linii de univers închise temporare trebuie, conform unor astfel de argumente, să conducă în cele din urmă la starea care este identică cu cea originală. Această idee a fost explorată de oamenii de știință ca o posibilă abordare pentru infirmarea existenței CTI.
În timp ce au fost propuse formulări cuantice ale CTI, o provocare puternică pentru acestea este capacitatea lor de a crea liber inseparabilitate, ceea ce teoria cuantică prezice că este imposibil. Dacă prescripția lui Deutsch este valabilă, existența acestor CTI-uri implică și echivalența calculului cuantic și clasic (ambele în PSPACE⁠(d)). Dacă prescripția lui Lloyd este valabilă, calculele cuantice ar fi PP-complete.

## Contractibilă vs. necontractabilă
Există două clase de CTI. Avem CTI-uri contractabile până la un punct (dacă nu mai insistăm că trebuie să fie orientate pretutindeni spre viitor) și avem CTI-uri care nu sunt contractabile. Pentru acestea din urmă, putem oricând să mergem în spațiul de acoperire universal și să restabilim cauzalitatea. Pentru cele contractabile, o astfel de procedură nu este posibilă. Nicio curbă CTI nu este contractabilă într-un punct printr-o homotopie temporală între curbele asemănătoare timpului, deoarece acel punct nu s-ar comporta bine din punct de vedere cauzal.

## Orizontul Cauchy
Structura care încalcă cronologia este setul de puncte prin care trec curbele CTI. Limita acestuia este orizontul Cauchy. Orizontul Cauchy este generat de geodezice nule închise. Asociat cu fiecare geodezică nulă închisă este un factor de deplasare către roșu care descrie redimensionarea ratei de modificare a parametrului afin în jurul unei bucle. Datorită acestui factor de deplasare către roșu, parametrul afin se termină la o valoare finită după infinit de multe revoluții, deoarece seria geometrică converge.